# 沃尔夫斯布尔格-翁克罗达
沃尔夫斯布尔格-翁克罗达是德国图林根州的一个市镇。总面积9.04平方公里，总人口718人，其中男性353人，女性365人（2011年12月31日），人口密度79人/平方公里。